# 너네 호영이
《너네 호영이》는 2006년 11월 11일에 MBC에서 방영한 베스트극장이다.

## 등장 인물

### 주요 인물
- 김현정 : 김혜진(27세) 역 (아역 윤정은)

개업 약사
- 김영준 : 이종우(27세) 역 (아역 이동호)

갓 복학을 한 신방과 4학년 대학생
- 손호영 : 손호영(20대) 역

god 멤버
- 서재경 : 김성진(23세) 역

김혜진의 동생

### 그 외 인물
- 김동주 : 여동주 역

김혜진의 어머니
- 김익태 : 김익태 역

김혜진의 아버지
- 김용준 : 황덕보 역

이종우가 재학하는 대학교 신방과 객원교수
- 이현직

- 이명

- 김난주

- 김선녀

- 강빛나

- 강미선

- 서정주

- 채윤서

- 이호우

- 고영민

- 한나

- 여윤정